# Tadeusz Chrobak (filozof)
Tadeusz Chrobak – polski filozof i politolog, doktor habilitowany nauk humanistycznych, były prorektor Wyższej Szkoły Społeczno-Gospodarczej w Tyczynie.
Specjalności naukowe: filozofia polityki, filozofia społeczna, problemy społeczne, socjologia polityki, socjologia wsi i rolnictwa.

## Życiorys
W 1989 na podstawie napisanej pod kierunkiem Józefa Lipca rozprawy pt. Etos chłopski w programach stronnictw ludowych uzyskał na Uniwersytecie Jagiellońskim stopień naukowy doktora nauk humanistycznych. W 1999 na podstawie dorobku naukowego oraz monografii pt. Filozoficzne przesłanki agraryzmu otrzymał na Wydziale Dziennikarstwa i Nauk Politycznych stopień naukowy doktora habilitowanego nauk humanistycznych w dyscyplinie nauki o polityce w specjalności nauki o polityce.
Był profesorem w Instytucie Filozofii Uniwersytetu Rzeszowskiego (UR), od 1996 profesorem nadzwyczajnym w Wyższej Szkole Społeczno-Gospodarczej w Tyczynie (Wydział Socjologiczno-Politologiczny), profesorem nadzwyczajnym w Wyższej Szkoły Informatyki i Zarządzania w Rzeszowie (Wydział Administracyjno-Informatyczny). 
W wyborach parlamentarnych w 1997 bez powodzenia ubiegał się o mandat poselski z listy Polskiego Stronnictwa Ludowego w województwie rzeszowskim (otrzymał 70 głosów). W marcu 2002 opuścił UR w wyniku konfliktu z rektorem Tadeuszem Lulkiem. Zajmował wówczas stanowisko prorektora Wyższej Szkoły Społeczno-Gospodarczej w Tyczynie.
W latach 2015–2018 był nauczycielem akademickim Uczelni Jańskiego w Łomży.